# إغناثيو دييغو
إغناثيو دييغو (بالإسبانية: Ignacio Diego) هو مهندس وسياسي إسباني، ولد في 18 مايو 1960 في كاسترو أورديالس في إسبانيا. حزبياً، نشط في حزب الشعب.